# Buon Natale Biancaneve
Buon Natale Biancaneve (A Snow White Christmas) o Il Natale di Biancaneve, è uno speciale natalizio animato del 1980 diretto da Kay Wright e prodotto dalla Filmation. Il film è un sequel della fiaba Biancaneve dei fratelli Grimm, incentrato sulla figlia della protagonista, chiamata anch'essa Biancaneve. Lo speciale è slegato dal film d'animazione Biancaneve - E vissero felici e contenti prodotto successivamente dalla Filmation.
È andato in onda negli Stati Uniti il 19 dicembre 1980 su CBS, mentre in Italia è stato trasmesso il 24 dicembre 1988 su Telemontecarlo.

## Trama
Mentre il regno ferve per i preparativi natalizi, la regina cattiva, matrigna di Biancaneve, si libera dal ghiaccio che la teneva intrappolata. Nel tentativo di sbarazzarsi della figlia della sua figliastra, anch'essa chiamata Biancaneve, la regina scaglia una tempesta di neve che congela l'intero reame con i suoi abitanti. La principessa riesce a fuggire insieme al nano Grugnolo in un'altra parte del paese, dove trovano riparo dai sette giganti gentili, cugini dei sette nani. Travestita da vecchina la regina riesce a far cadere in un sonno profondo Biancaneve con dei fiori avvelenati. La fanciulla verrà salvata da un bacio dei suoi genitori.

## Doppiaggio
| Personaggio       | Doppiatore originale | Doppiatore italiano |
| ----------------- | -------------------- | ------------------- |
| Biancaneve        | Erika Scheimer       | Maura Cenciarelli   |
| Brawny            | Arte Johnson         | Renato Montanari    |
| Regina cattiva    | Melendy Britt        | Flora Carosello     |
| Regina Biancaneve | Diane Pershing       | Carla Comaschi      |
| Re                |                      | Alessio Cigliano    |
| Grugnolo          | Charlie Dell         | Alessio Cigliano    |
| Specchio          | Larry D. Mann        |                     |
| Thinker           | Clinton Sundberg     |                     |